# Église Sainte-Geneviève de Garges-lès-Gonesse
L'église Sainte-Geneviève de Garges-lès-Gonesse dans le Val-d'Oise, située rue du Colonel-Fabien, est un édifice affecté au culte catholique.
Construite en 1966, elle est l'unique œuvre religieuse de l'architecte Marc Saint-Remy (1933 - 1966).